# Lista de praias do Rio Grande do Norte
A lista de praias do Rio Grande do Norte está ordenada por posição geográfica: praias urbanas (dentro de Natal), Litoral Norte e Litoral Sul.

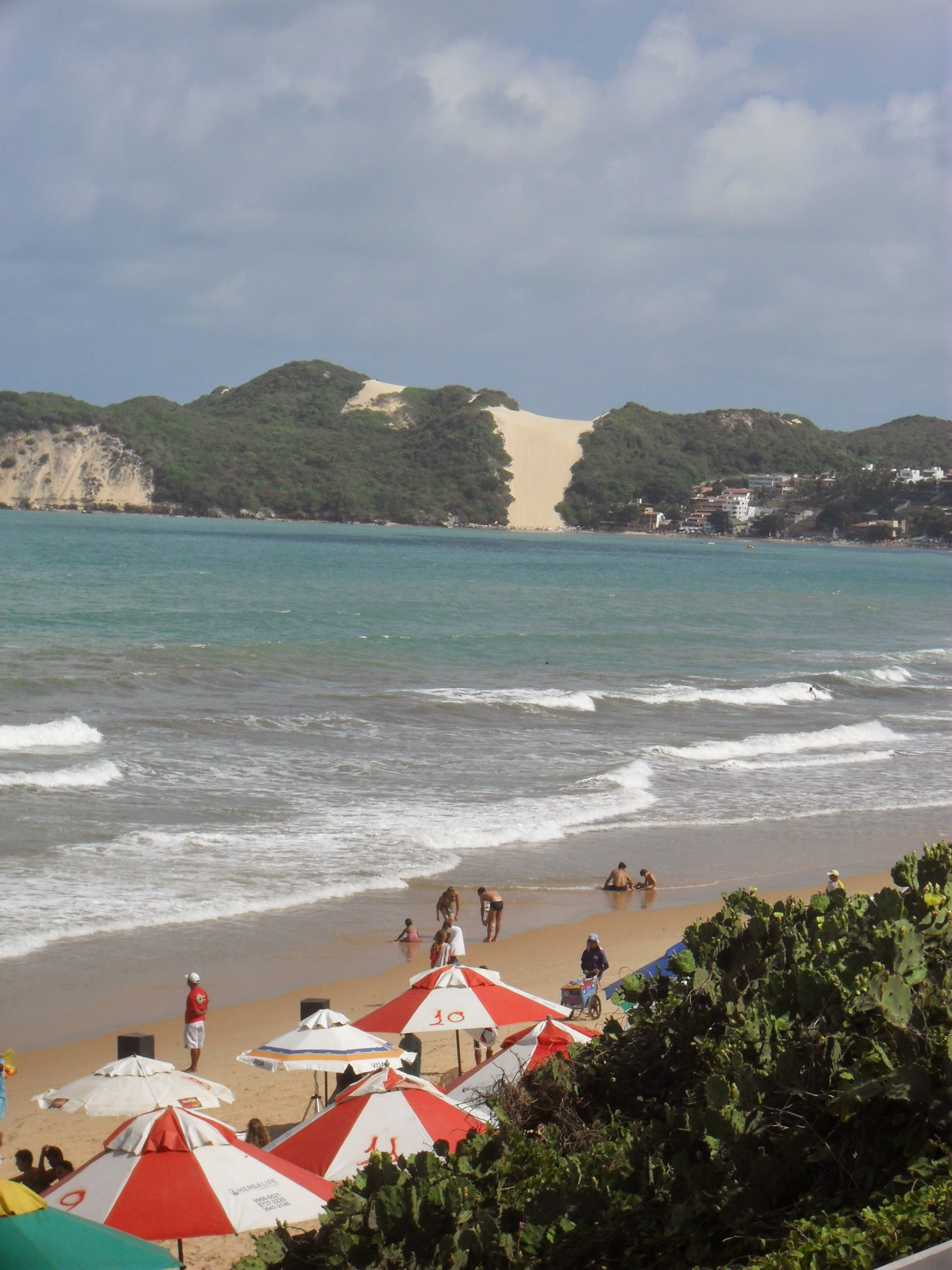
Morro do Careca, cartão postal da cidade na Praia de Ponta Negra

## Praias urbanas
- Areia Preta
- dos Artistas
- do Meio
- do Forte
- de Ponta Negra
- da Redinha

## Litoral Norte

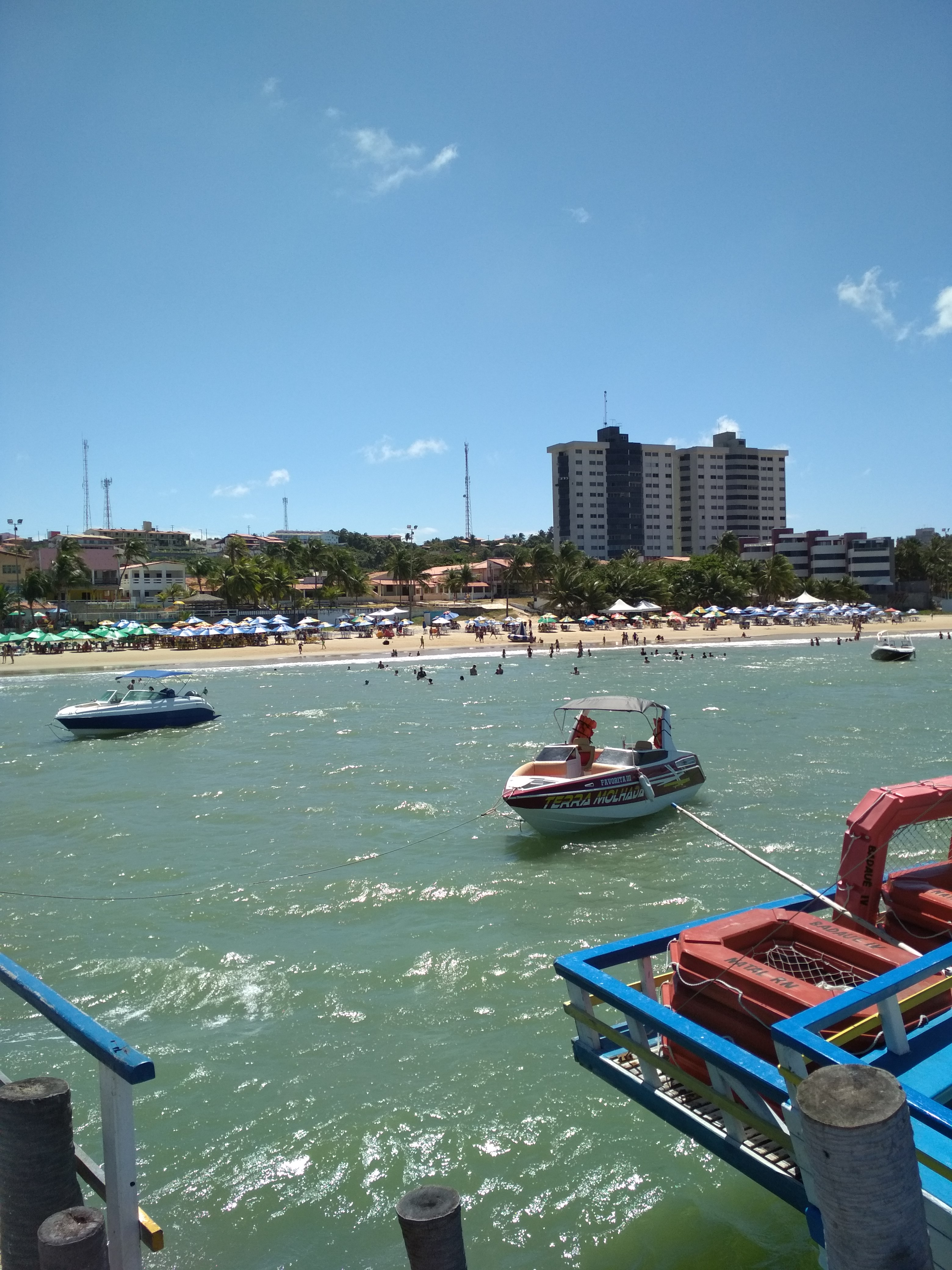
Vista da praia de Pirangi do Norte

- Amaro
- Aratuá
- Areias Alvas
- Barra
- Barra de Punaú
- Barra do Rio
- Barreiras
- Caiçara do Norte
- Cajueiro
- Camapú
- Caraúbas
- Cristovão
- Diogo Lopes
- Sertãozinho
- Barreiras
- do Marco
- Exu Queimado
- Gado Bravo
- Galinhos
- Genipabu
- Graçandu
- Jacumã
- Macau
- Maxaranguape
- Maracajaú
- Minhoto
- Morro Pintado
- Muriú
- Perobas
- Pitangui
- Pititinga
- Ponta do Mel
- Porto-Mirim
- Presídio
- Rio do Fogo
- Rosado
- Santa Rita
- São Bento do Norte
- São Miguel do Gostoso
- Tibau
- Touros
- Upanema
- Zumbi

## Litoral Sul
- Afogados
- Baía Formosa
- Barra de Cunhaú
- Barreira do Inferno
- Barreta
- Búzios
- Camurupim
- Cotovelo
- Malembá
- Praia de Pipa
- Pirangi do Norte
- Pirangi do Sul
- Sagi
- Sibaúma
- Tabatinga
- Tibau do Sul